# ريو سنترو
ريوسنترو (بالإنجليزية:Riocentro) هو مركز للمعارض والمؤتمرات في ريو دي جانيرو، البرازيل. تأسس عام 1977 ويعتبر أكبر مركز للمعارض في أمريكا اللاتينية.

## روابط خارجية
- الموقع الرسمي